# Tahounek
Rybník Tahounek o výměře vodní plochy 1,1 ha se nalézá u centra obce Barchov v okrese Hradec Králové. Rybník je využíván pro chov ryb. Po hrázi rybníka probíhá místní komunikace u které je umístěna barokní socha svatého Jana Nepomuckého.
Rybník Tahounek je pozůstatkem bývalé rozsáhlé Chlumecké rybniční soustavy, která v době svého největšího rozkvětu čítala na 193 rybníků vybudovaných v průběhu 15. až 16. století v oblasti povodí řek Cidliny a Bystřice.

## Galerie

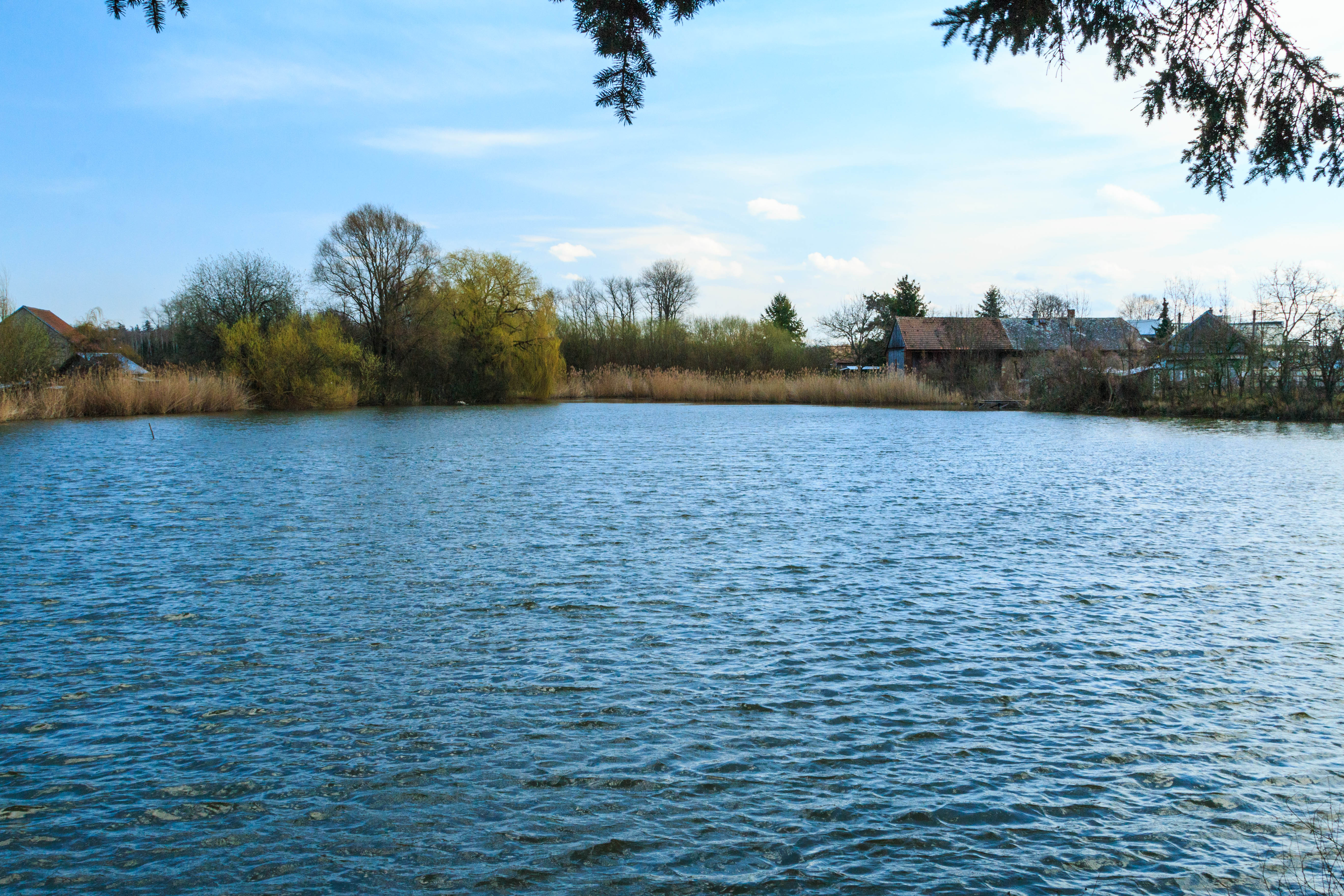
Pohled na rybník Tahounek v Barchově
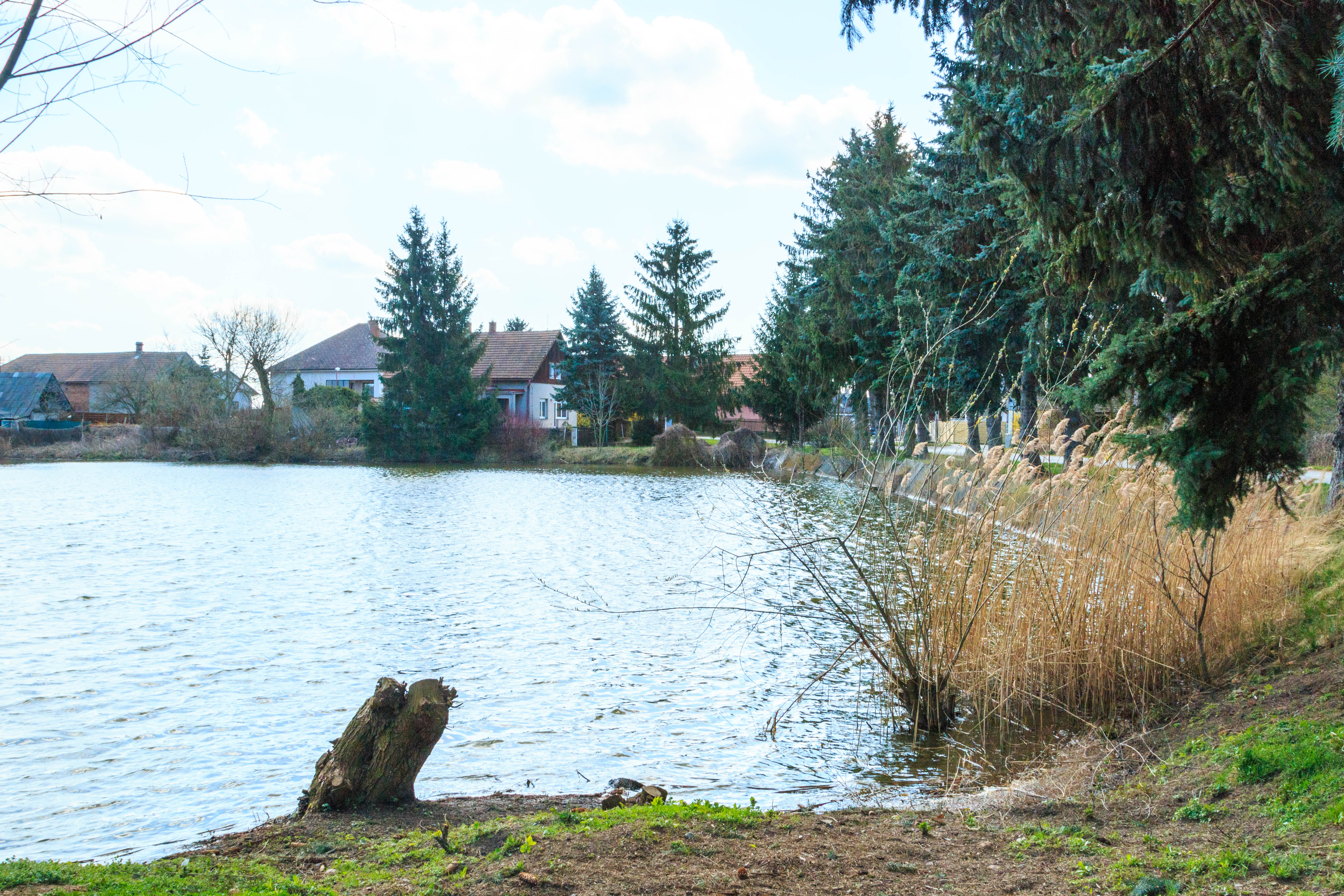
Pohled na rybník Tahounek v Barchově